# Championnat d'Algérie de rugby à sept
 (novembre 2023).
La mise en forme du texte ne suit pas les recommandations de Wikipédia : il faut le « wikifier ».
Les points d'amélioration suivants sont les cas les plus fréquents. Le détail des points à revoir est peut-être précisé sur la page de discussion.
- Les titres sont pré-formatés par le logiciel. Ils ne sont ni en capitales, ni en gras.
- Le texte ne doit pas être écrit en capitales (les noms de famille non plus), ni en gras, ni en italique, ni en « petit »…
- Le gras n'est utilisé que pour surligner le titre de l'article dans l'introduction, une seule fois.
- L'italique est rarement utilisé : mots en langue étrangère, titres d'œuvres, noms de bateaux, etc.
- Les citations ne sont pas en italique mais en corps de texte normal. Elles sont entourées par des guillemets français : « et ».
- Les listes à puces sont à éviter, des paragraphes rédigés étant largement préférés. Les tableaux sont à réserver à la présentation de données structurées (résultats, etc.).
- Les appels de note de bas de page (petits chiffres en exposant, introduits par l'outil «  Source ») sont à placer entre la fin de phrase et le point final[comme ça].
- Les liens internes (vers d'autres articles de Wikipédia) sont à choisir avec parcimonie. Créez des liens vers des articles approfondissant le sujet. Les termes génériques sans rapport avec le sujet sont à éviter, ainsi que les répétitions de liens vers un même terme.
- Les liens externes sont à placer uniquement dans une section « Liens externes », à la fin de l'article. Ces liens sont à choisir avec parcimonie suivant les règles définies. Si un lien sert de source à l'article, son insertion dans le texte est à faire par les notes de bas de page.
- La présentation des références doit suivre les conventions bibliographiques. Il est recommandé d'utiliser les modèles {{Ouvrage}}, {{Chapitre}}, {{Article}}, {{Lien web}} et/ou {{Bibliographie}}. Le mode d'édition visuel peut mettre en forme automatiquement les références.
- Insérer une infobox (cadre d'informations à droite) n'est pas obligatoire pour parachever la mise en page.

Pour une aide détaillée, merci de consulter Aide:Wikification.
Si vous pensez que ces points ont été résolus, vous pouvez retirer ce bandeau et améliorer la mise en forme d'un autre article.
Le championnat d'Algérie de rugby à sept regroupe les meilleurs clubs algériens de rugby à sept. Il est organisé par la Fédération algérienne de rugby.

## Histoire
Avant la création de la Fédération algérienne de rugby, le rugby à sept en Algérie était géré par une entité dénommée l'Association nationale du rugby algérien. Cette association jouait un rôle central dans l'organisation et la coordination des activités liées au rugby, y compris les compétitions de rugby à sept, bien que non reconnue en tant que fédération nationale.
Cependant, en 2015, le championnat de rugby à sept en Algérie a subi une interruption significative. Les raisons exactes de cette pause peuvent être variées, mais elles sont probablement dues à la disparition de l'association et son remplacement par la Fédération algérienne de rugby. 
Avec la relance du championnat lors de la saison 2021-2022, la Fédération algérienne de rugby a assumé un rôle plus formel dans la gestion et l'organisation du rugby à sept dans le pays. Cette transition vers une fédération nationale a probablement apporté une structure et une régulation plus solides au rugby en Algérie, renforçant ainsi le développement continu de la discipline dans le pays.

## Clubs de l'édition 2022-2023
- RC Arzew
- Stade oranais
- MC Sidi Bel Abbès
- JS Rugby Béjaïa
- Jeunesse M'Sila Rugby
- Sporting Rugby M'sila
- ES Bologhine
- JF Bordj El-Kiffan
- El Hillel Blida
- Olympique Raffour
- Union sportive Raffour

## Palmarès

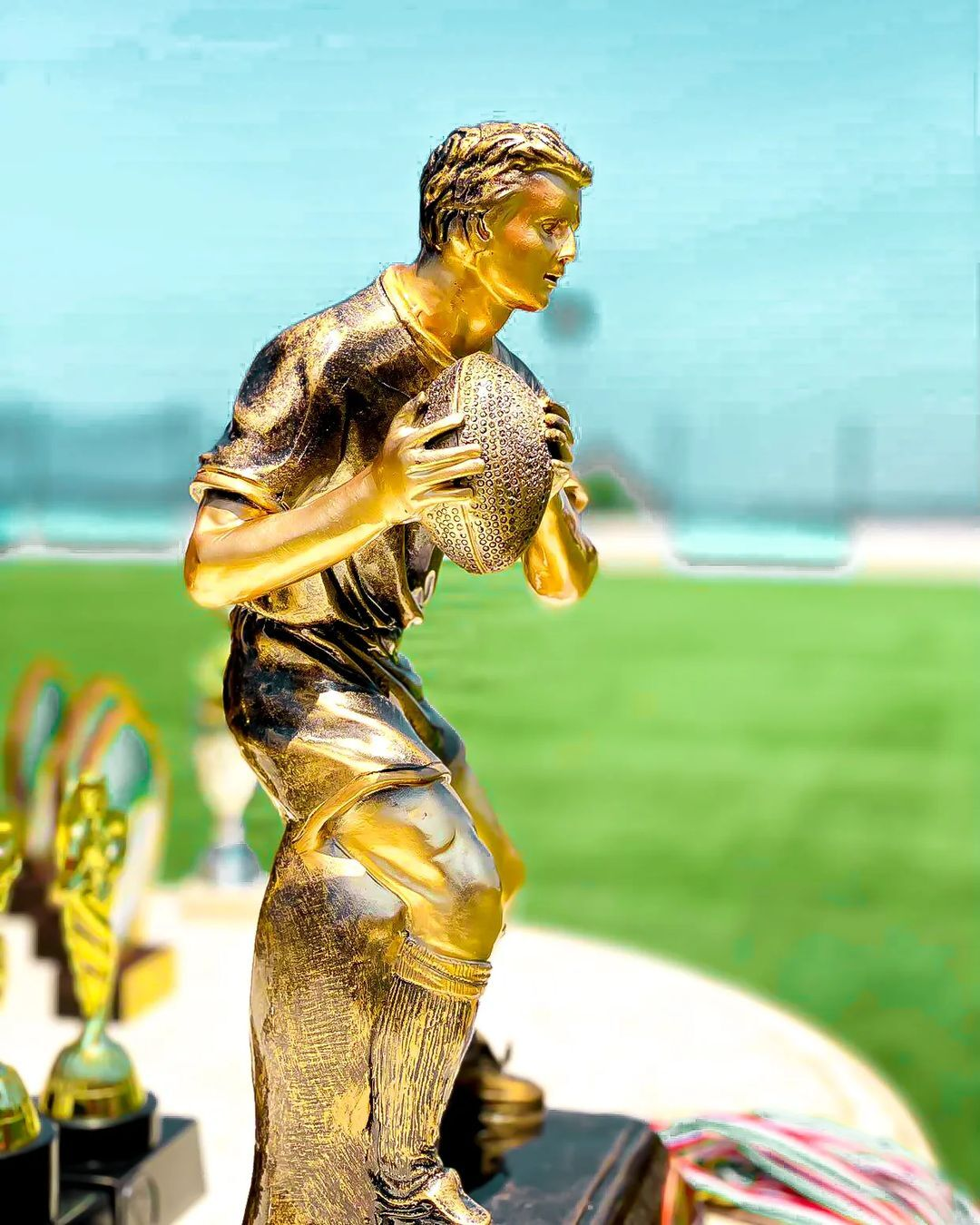
Trophée Frih Mourad du championnat algérien de rugby à sept remporté par l'ES Bologhine à Hadjeret Ennous, Tipaza en 2023.

| Saison    | Vainqueur                                                       | Score                                                           | Finaliste                                                       | Troisième                                                       | Lieu                                                            |
| --------- | --------------------------------------------------------------- | --------------------------------------------------------------- | --------------------------------------------------------------- | --------------------------------------------------------------- | --------------------------------------------------------------- |
| 2018-2019 | Stade oranais                                                   | N/A                                                             | RC Arzew                                                        | N/A                                                             | Stade Mustapha-Tchaker, Blida                                   |
| 2019-2020 | Édition annulée en raison de la pandémie de Covid-19 en Algérie | Édition annulée en raison de la pandémie de Covid-19 en Algérie | Édition annulée en raison de la pandémie de Covid-19 en Algérie | Édition annulée en raison de la pandémie de Covid-19 en Algérie | Édition annulée en raison de la pandémie de Covid-19 en Algérie |
| 2020-2021 | Édition annulée en raison de la pandémie de Covid-19 en Algérie | Édition annulée en raison de la pandémie de Covid-19 en Algérie | Édition annulée en raison de la pandémie de Covid-19 en Algérie | Édition annulée en raison de la pandémie de Covid-19 en Algérie | Édition annulée en raison de la pandémie de Covid-19 en Algérie |
| 2021-2022 | ES Bologhine (1)                                                | 15-10                                                           | Stade oranais                                                   | Jeunesse M'Sila Rugby et RC Arzew                               | Raffour, Bouira                                                 |
| 2022-2023 | ES Bologhine (2)                                                | 22-05                                                           | Jeunesse M'Sila Rugby                                           | El Hillel Blida                                                 | Hadjeret Ennous, Tipaza                                         |

## Bilan
| Rang | Club                  | Champion | Finaliste | Troisième | Total |
| ---- | --------------------- | -------- | --------- | --------- | ----- |
| 1    | ES Bologhine          | 2        | 0         | 0         | 2     |
| 3    | Jeunesse M'Sila Rugby | 0        | 1         | 1         | 2     |
| 2    | Stade oranais         | 1        | 1         | 0         | 2     |
| 4    | El Hillel Blida       | 0        | 0         | 1         | 1     |
| 5    | RC Arzew              | 0        | 1         | 1         | 2     |